# Tatar de Sibérie
Le tatar de Sibérie, ou tatar sibérien, est une langue turcique parlée en Sibérie occidentale en Russie. On distingue principalement les dialectes Baraba, Tatar de Tobol-Irtych et tom (ru).

## Dialectes
Le Tatar de Sibérie se compose de trois dialectes : le Tobol-Irtych, le Baraba ou Tsanakül et le Tom ou Oumar-Tom. Selon D. G. Tumasheva, le Baraba est grammaticalement le plus proche du dialecte méridional de l'Altaï, du Kirghiz et présente d'importantes similitudes grammaticales avec le Tchoulym, le Khakas, le Chor et le Touvain. Le dialecte de Tomsk est, selon elle, encore plus proche de l'Altaï et de langues similaires. Le sous-dialecte Tevriz du Tobol-Irtych partage des éléments importants avec les langues turques sibériennes, notamment l'Altaï, le Khakas et le Chor.
Bien que Gabdulkhay Akhatov fût un Tatar de la Volga, il s'est plongé dans l'étude des particularités phonétiques du Tatar de Sibérie, la langue des Tatars de Sibérie. Dans son ouvrage «Le dialecte des Tatars de Sibérie occidentale» (1963), Akhatov décrit les Tatars de Sibérie de Tobol-Irtych, un groupe de Tatars de Sibérie occidentale originaire des oblasts d'Omsk et de Tioumen.
Dans son ouvrage «Le dialecte des Tatars de Sibérie occidentale» (1963), Gabdulkhay Akhatov décrit la réinstallation territoriale des Tatars de Tobol-Irtych dans les régions de Tioumen et d'Omsk. Après une analyse complète et intégrée du système phonétique, de la composition lexicale et de la structure grammaticale, le scientifique conclut que la langue des Tatars de Sibérie est une langue distincte, divisée en trois dialectes et l'une des plus anciennes langues turciques. Le professeur G. Akhatov a qualifié les dialectes Tatars Sibériens des oblasts de Tioumen et d'Omsk de dialectes des Tatars de Sibérie occidentale, tandis que les dialectes des Tatars de Baraba et de Tom étaient ceux des Tatars de Sibérie orientale.
Certains ouvrages distinguent plus précisément les sous-dialectes des trois dialectes susmentionnés, en les répartissant comme suit:
- Dialecte de Tobol-Irtych
  - Sous-dialecte de Tioumen (districts de Tioumen, de Yaloutor et de Nijnetavdinsky, oblast de Tioumen)
  - Sous-dialecte de Tobol (districts de Tobol, de Vagaysky et de Yarkovsky, oblast de Tioumen)
    - Variété orientale de Tobol (Tokuz-Uvat) (district de Vagaysky)

  - Sous-dialecte de Zabolotny (districts de Tobol et de Nijnetavdinsky, oblast de Tioumen)
  - Sous-dialecte de Tevriz (Kurdak, Kurtak) (districts de Tevriz, d'Oust-Ishimsky, de Znamensky, oblast d'Omsk, ainsi que certaines localités du district de Vagaysky, oblast de Tioumen)
  - Sous-dialecte de Tara (districts de Tarsky, de Bolcherechensky et de Kolosovsky, oblast d'Omsk)
- Dialecte de Baraba (parlé dans toute la steppe de Baraba)
- Dialecte Tom
  - Euchhtino-Tchatsk (district de Tomsky, oblast de Tomsk)
    - Sous-dialecte Orsk Chat (district de Kolyvansky, oblast de Novossibirsk)

  - Kalmak (district de Yurginsky, oblast de Kemerovo)

Les dialectes Baraba et tom de la langue Tatare de Sibérie appartiennent à la subdivision Kirghize-Kipchak des langues turciques, avec le Kirghize, le sud de l'Altaï, le Téléoute et le Téléngit. Le dialecte Tobol-Irtych appartient à la subdivision Kipchak-Nogai des langues turciques, qui comprend également le Kazakh, le Karakalpak, le Nogaï, le Karagash, le dialecte des steppes du Tatar de Crimée et les dialectes Kipchak de l'Ouzbékistan.

## Phonologie

### Voyelles
|              | Antérieure | Antérieure   | Postérieure | Postérieure |
| non arrondie | arrondie   | non arrondie | arrondie    |             |
| ------------ | ---------- | ------------ | ----------- | ----------- |
| Fermées      | Ии i       | Үү y         |             | Уу u        |
| Moyennes     | Ее e       | Өө ɵ         | Ыы ɯ        | Оо o        |
| Ouvertes     | Әә æ       |              | Аа a        |             |

### Consonnes
|            | Bilabiales | Alvéolaires | Post-alvéolaires | Vélaires | Uvulaires |
| ---------- | ---------- | ----------- | ---------------- | -------- | --------- |
| Nasales    | Мм m       | Нн n        |                  | Ңң ŋ     | Ңң ɴ      |
| Occlusives | Пп p       | Тт t        |                  | Кк k     | Ҡҡ q      |
| Fricatives | Бб β       | Сс s        | Шш ʃ             | Гг ɣ     | Ғғ ʁ      |
| Affriquées |            | Цц t͡s       |                  |          |           |
| Roulées    |            | Рр r        |                  |          |           |
| Spirantes  | Уу&Үү w    | Лл l        | Йй j             |          |           |

ɴ peut être un allophone de ŋ.

## Alphabet
Siberian Tatar alphabet and IPA pronunciation:
| Lettre | Prononciation | Notes                                                                             |
| ------ | ------------- | --------------------------------------------------------------------------------- |
| А а    | a             |                                                                                   |
| Ә ә    | æ             |                                                                                   |
| Б б    | β; b          |                                                                                   |
| В в    | v             |                                                                                   |
| Г г    | g; ɣ          |                                                                                   |
| Ғ ғ    | ʁ             |                                                                                   |
| Д д    | d             |                                                                                   |
| Е е    | e             | Aussi [je] dans les mots empruntés de la langue Russe                             |
| Ё ё    | [jo]          | Présente dans les mots empruntés de la langue Russe                               |
| Ж ж    | ʒ             |                                                                                   |
| З з    | z             |                                                                                   |
| И и    | i             |                                                                                   |
| Й й    | j             |                                                                                   |
| К к    | k             |                                                                                   |
| Ҡ ҡ    | q             |                                                                                   |
| Л л    | l             |                                                                                   |
| М м    | m             |                                                                                   |
| Н н    | n             |                                                                                   |
| Ң ң    | ŋ, ɴ          |                                                                                   |
| О о    | o             |                                                                                   |
| Ө ө    | ɵ             |                                                                                   |
| П п    | p             |                                                                                   |
| Р р    | r             |                                                                                   |
| С с    | s             |                                                                                   |
| Т т    | t             |                                                                                   |
| У у    | u; w          | Exemples de production des deux sons: ул [ul] (=il/elle); уақыт [waqɯt] (=temps). |
| Ү ү    | y; w          | Exemple de production des deux sons: күреү [kyrew] (=voir)                        |
| Ф ф    | f             |                                                                                   |
| Х х    | χ             |                                                                                   |
| Ц ц    | t͡s            |                                                                                   |
| Ч ч    | t͡ʃ            |                                                                                   |
| Ш ш    | ʃ             |                                                                                   |
| Щ щ    | ɕ             | Présente dans les mots empruntés de la langue Russe                               |
| Ъ ъ    | [-]           | Présente dans les mots empruntés de la langue Russe                               |
| Ы ы    | ɯ             |                                                                                   |
| Ь ь    | [ʲ]           | Présente dans les mots empruntés de la langue Russe                               |
| Э э    | e             |                                                                                   |
| Ю ю    | [ju]          | Présente dans les mots empruntés de la langue Russe                               |
| Я я    | [ja]          | Présente dans les mots empruntés de la langue Russe                               |

## Sources
- [Sagidullin 2008] (ru) Максим Сагидуллин, Фонетика и графика современного сибирскотатарского языка, Тюмень, Искер,‎ 2008 (ISBN 9785875911293)
- [Sagidullin 2010] (ru + sty) Максим Сагидуллин, Русско–сибирскотатарский словарь / Урысца–сыбырца сүслек, Тюмень, Мандр и Ка,‎ 2010 (ISBN 978-5930204414)
- [Sagidullin 2014] (ru) Максим Сагидуллин, Грамматика современного сибирскотатарского языка, Тюменский дом печати,‎ 2014 (ISBN 9785875912368)
- [Tumacheva 1961] (sty) Д. Г. Тумашева, Көнбатыш себер татарлары теле: Грамматик очерк һәм сүзлек, Казан,‎ 1961
- [Tumacheva 1992] (ru) Д. Г. Тумашева, Словарь диалектов сибирских татар, Из-во КГУ,‎ 1992 (ISBN 9785746405074)